# Шанико (град, Орегон)
Шанико (на английски: Shaniko) е град в окръг Уаско, щата Орегон, САЩ. Шанико е с население от 26 жители (2000) и обща площ от 1,2 km². Намира се на 1019 m надморска височина. ЗИП кодът му е 97057, а телефонният му код е 541.